# موتور پمپ شهید یعقوبی
موتور پمپ شهید یعقوبی یک منطقهٔ مسکونی در ایران است که در دهستان ارزوئیه واقع شده‌است.